# Moëslains
Moëslains é uma comuna francesa na região administrativa de Grande Leste, no departamento de Haute-Marne. Estende-se por uma área de 1,62 km². Em 2010 a comuna tinha 444 habitantes (densidade: 274,1 hab./km²).